# Kommune von Baku

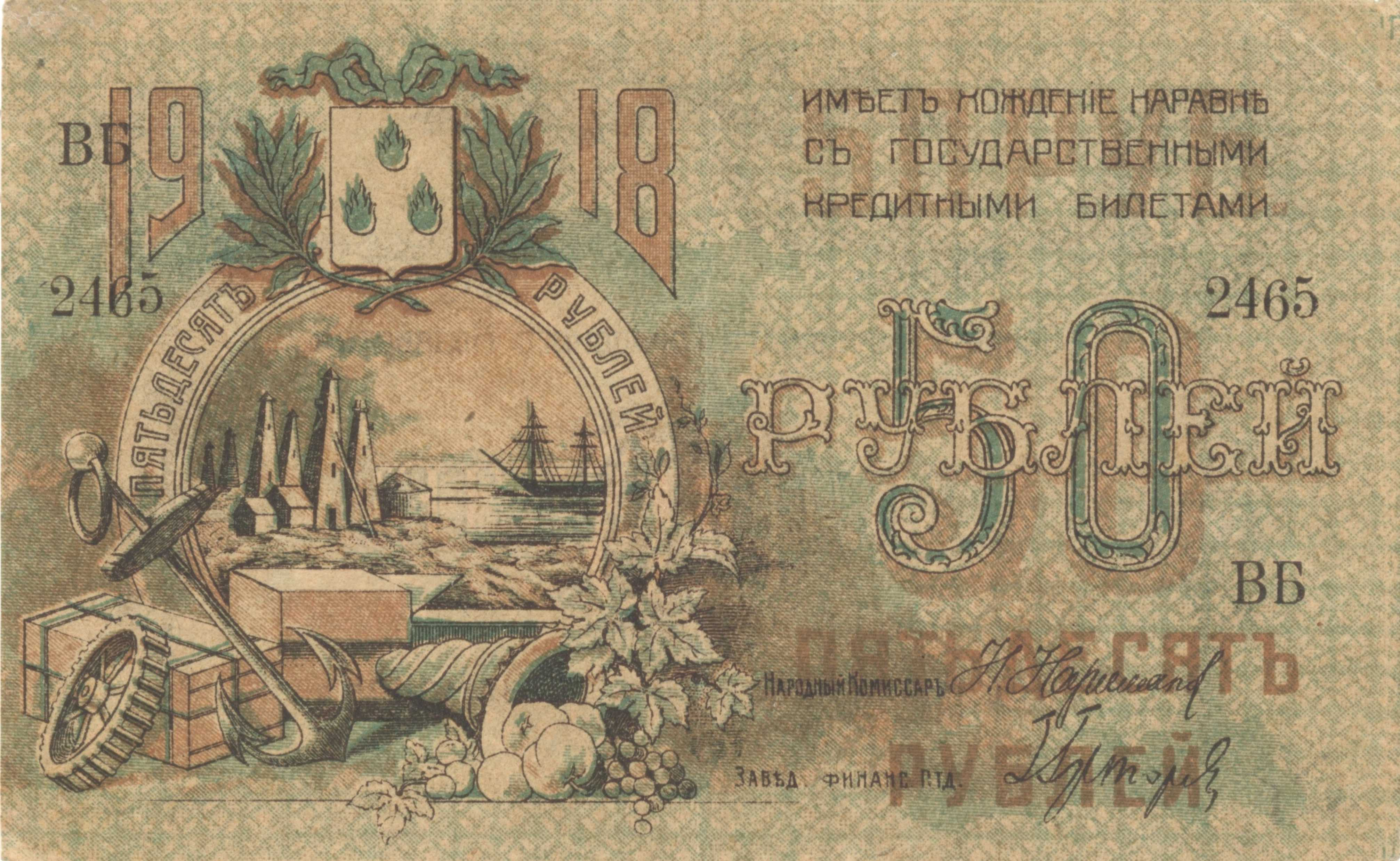
Banknote der Kommune von Baku, 1918 ausgegeben.

Die Kommune von Baku (aserbaidschanisch Bakı Kommunası, russisch Бакинская коммуна) war eine eigenständige Sowjetrepublik in Aserbaidschan, die im Frühjahr 1918 errichtet wurde und im August desselben Jahres wieder zerfiel.

## Beginn
Der erste Regionalsowjet in der Region Transkaukasien konstituierte sich auf Betreiben der Bolschewiki am 31. Oktoberjul. / 13. November 1917greg.in Baku.

Unter dem Namen Kommune von Baku entstanden im Frühjahr 1918 weiterhin in den Städten Quba, Schemacha, Lənkəran, Salyan, Dshewat und anderen regionale Verwaltungsstrukturen einzelner Sowjets (Räte). In der Sitzung des Bakuer Sowjets vom 25. April 1918 wurde der Bakuer Rat der Volkskommissare (russisch Бакинский совнарком) gegründet, der vom kampferprobten Georgier armenischer Abstammung Stepan Schahumjan als Vorsitzendem geführt wurde. Bereits 1914 führte er den Erdölarbeiterstreik in Baku an und organisierte vor der Revolution von 1917 die transkaukasischen Strukturen seiner Partei.
Weitere Regierungsmitglieder bzw. Volkskommissare waren:

- Eižens Bergs
- Prokofi Dschaparidse (für Innere Angelegenheiten), Bolschewik
- Grigori Kaminski
- Məşədi Əzizbəyov (Gouvernementskommissar und stellv. Kommissar für Innere Angelegenheiten), Bolschewik
- Grigori Korganow (für Militär- und Marineeinheiten), Bolschewik
- Irakli Metaxa
- Nəriman Nərimanov (für städtische Wirtschaft), Bolschewik
- Iwan Fioletow (für Volkswirtschaft), Bolschewik
- A. Karinjan (für Justiz), Bolschewik
- N. Kolesnikowa (für Volksbildung), Bolschewik
- I. Sucharzew (für Verkehrswesen, Seetransport, Post- und Telegrafenwesen), Sozialrevolutionär
- Mir-Gassan Wesirow (für Landwirtschaft), Sozialrevolutionär
- I. Zybulski (für Ernährungswesen), Bolschewik

## Politische Wirkung

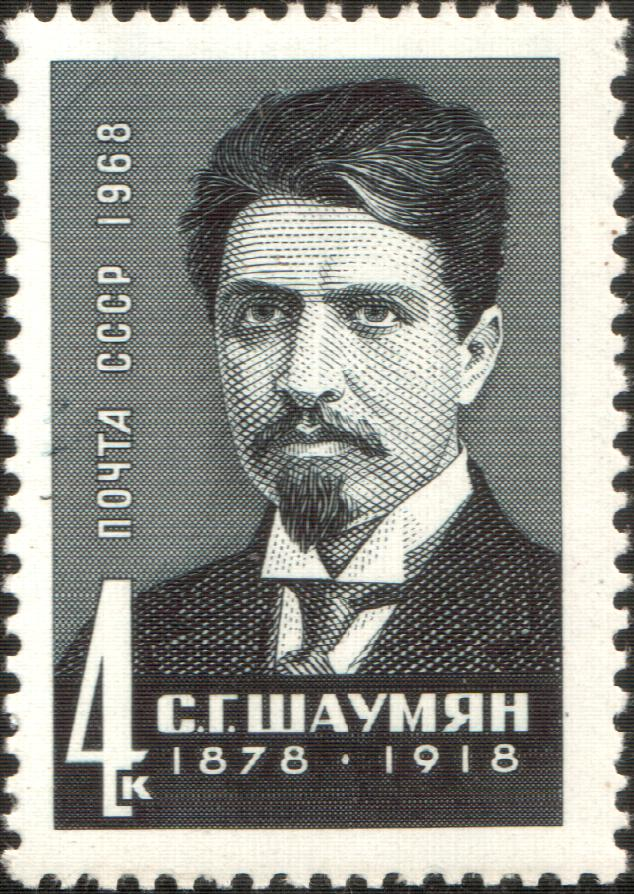
Stepan Schahumjan, Vorsitzender der Kommune von Baku, sowjetische Briefmarke 1968 (Michel 3536, Scott 3515).

Unter der Leitung von Stepan Georgijewitsch Schahumjan beschloss der Bakuer Rat der Volkskommissare im Juni 1918 Dekrete zur Verstaatlichung. Die Kommissare befanden sich in einem Bündnis mit der Gummet (Energie), einer sozialdemokratischen Gruppe bolschewistischer Prägung aus der moslemischen Bevölkerung. Diese bildete später mit einer weiteren politischen Gruppierung die KP Aserbaidschans. Wichtige Beschlüsse dieser Regierung betrafen die Nationalisierung der gesamten Erdölwirtschaft, der Banken und der Kaspischen Handelsflotte sowie eine Justizreform. Weiterhin wurde der Landbesitz des regionalen Adels (Beis) konfisziert und an die landlosen Bauern verteilt. Im Zuge der wirtschaftlichen Umwälzungen entstanden Regelungen für einen 8-Stunden-Arbeitstag und Einkommenserhöhungen.
Zur Beherrschung der regionalen Volkswirtschaft wurden wie in allen anderen revolutionären Gebieten des zerfallenden Zarenreiches neue Zahlungsmittel ausgegeben. Für die vom Sowjet ausgegebenen Banknoten war der Volkskommissar Nariman Kerbalaj Nadschafogly Narimanow verantwortlich. Die in den Umlauf gekommenen Exemplare trugen seine Unterschrift.

Narimanow übernahm 1919 die Leitung der Nahost-Abteilung des Volkskommissariats für Auswärtige Angelegenheiten der RSFSR und kehrte 1920 an der Spitze des Aserbaidschanischen Revolutionskomitees in die Region zurück. Auf diese Weise trug er dazu bei, Aserbaidschan in den Machtbereich der Bolschewiki von Moskau zu führen.

## Zerfall und Schicksal
Bis zur Errichtung der Transkaukasischen Sozialistischen Sowjetrepublik war die Bakuer Kommune der einzige Sowjetvorposten im Transkaukasus. Trotzdem leistete die Zentrale in Moskau keine wirkungsvolle militärische Unterstützung. Deshalb stießen im Juni/Juli zuerst türkische Einheiten mit deutscher Unterstützung nach Baku vor und erzwangen am 31. Juli 1918 die Regierungsübernahme durch die linken und bürgerlichen Nationalisten (Zentrokaspi). Vom Iran vorrückende englische Truppen trafen am 4. August 1918 in Baku ein. Nun flüchteten die Vertreter der Bakuer Kommune gemeinsam mit zahlreichen politisch Gleichgesinnten per Schiff in Richtung Astrachan, wo sie Unterstützung durch die dort vorhandenen Sowjetkräfte erhofften. Sie wurden aber durch militärisches Feuer ihrer Verfolger aufgehalten und zur Umkehr gezwungen. Die Interventionstruppen verhafteten 35 Mitglieder vom Rat der Volkskommissare.
In den Wirrnissen der Schlacht um Baku zwischen türkischen Militäreinheiten und englischen Interventionstruppen gelang Anastas Iwanowitsch Mikojan die Befreiung der gefangenen Kommissare. Ein Teil flüchtete auf dem Dampfer „Turkmen“ über das Kaspische Meer in Richtung Astrachan. Durch eine Meuterei in der teils englischen und teils armenischen Besatzung drehte das Schiff nach Krasnowodsk ab. Dort verhaftete man 26 Kommissare durch die englische Militärmission, und im Einverständnis mit der sozialrevolutionären Regionalregierung wurden sie zwischen den Stationen Achtscha-Kuima und Perewal erschossen.
Die 26 Kommissare waren: Tatewos Minassowitsch Amirjan, Arsen Minassowitsch Amirjan, Məşədi Əzizbəyov, Bagdassar Airapetowitsch Awakjan, Meir Welkowitsch Bassin, Eugene (Ejschen) Awgustowitsch Berg (Eižens Bergs), Anatoli Abramowitsch Bogdanow, Solomon Abramowitsch Bogdanow, Armenak Artjomowitsch Borjan, Prokofi Aprassionowitsch Dschaparidse, Iwan Timofejewitsch Fioletow, Iwan Jakowlewitsch Gabyschew, Mark Romanowitsch Koganow, Grigori Nikolajewitsch Korganow, Aram Martirossowitsch Kostandjan, Iwan Wassiljewitsch Malygin, Irakli Panaitowitsch Metaxa, Isaj Abramowitsch Mischne, Iwan Michailowitsch Nikolaischwili, Suren Grigorjewitsch Ossepjan, Grigori Konstantinowitsch Petrow, Wladimir Fjodorowitsch Poluchin, Stepan Georgijewitsch Schahumjan, Jakow Dawidowitsch Sewin, Fjodor Fjodorowitsch Solnzew, Mir Həsən bəy Vəzirov.

## Nachwirkungen
Von Baku aus ließ der britische Außenminister Arthur Balfour am 26. August 1918 einen Aufruf an die Menschen in Russland verkünden, dass sich die ausländischen Mächte gegen die Gefahr des Zerfalls im russischen Großreich stellen würden. Bereits am 28. Dezember des gleichen Jahres erfuhr die aserbaidschanische Regierung durch den britischen General William Thomson ihre diplomatische Anerkennung.
Die Vertreibung der ausländischen Truppen und der Sturz der von ihnen gestützten aserbaidschanischen Regierung durch Sowjetkräfte in den Jahren 1920 bis 1921 führten zu einer gewaltsamen Abrechnung mit deren Repräsentanten und Unterstützern in der Bevölkerung. An führender Stelle dieser Aktionen stand der aus Moskau entsandte Parteifunktionär und Organisator Sergei Kirow, der mit umfassenden Handlungsvollmachten ausgestattet war. Sein hartes Vorgehen brachte ihm den Beinamen „Schlächter vom Kaukasus“ ein. Am 28. April 1920 war Aserbaidschan unter Sowjetherrschaft.

## Gedenken

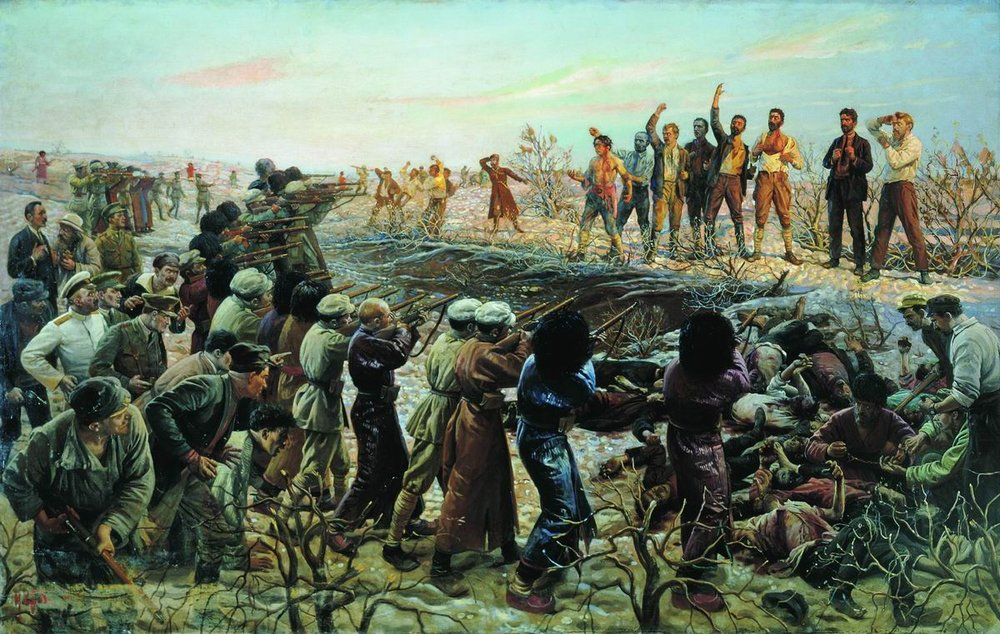
Gemälde „Hinrichtung der 26 Bakuer Kommissare“ von Isaak Brodski

Den hingerichteten 26 Kommissaren und zahlreichen weiteren Opfern dieser Auseinandersetzungen setzte man zu sowjetischer Zeit ein Denkmal im Stadtpark von Baku. Ein einzelnes Relief zeigt die Hinrichtungsszene. Das zentrale Denkmal ist ein Rundbau. Hier erhebt sich in einem weiteren Relief ein Mann mit einer Schale der „ewigen Flamme“ aus dem Boden. In sozialistischer Zeit begann der Brauch, die Lokalität als Fotomotiv für frisch vermählte Brautpaare zu nutzen. Das Denkmal wurde wegen Baumaßnahmen in seinem Areal bzw. aus politischen Gründen im Januar 2009 abgerissen.
Am Ort der Exekution, im westlichen Teil von Turkmenistan, befindet sich südwestlich des Ortes Nebitdag ein Monument zur Erinnerung an dieses Ereignis.
Zum Gedenken an die exekutierten Kommissare trug eine Ortschaft im Süden Aserbaidschans, nahe dem Kura-Delta, den Namen 26 Bakı komissarı (russisch имени 26 Бакинских Комиссаров / imeni 26 Bakinskich Komissarow), heute Teil der Ortschaft Həsənabad.